# Ada Osakwe
Ada Osakwe, née en 1980, est une femme d'affaires et dirigeante d'entreprise nigériane.

## Biographie
Elle est née au Nigeria, vers 1980. Elle reçoit son enseignement secondaire à Lagos, puis est diplômée de l'université de Hull au Royaume-Uni. Elle obtient une maîtrise universitaire ès sciences en Économie et Finances à l'université de Warwick, ainsi qu'une maîtrise en administration des affaires, à la Kellogg School of Management, au sein de l'université Northwestern, à Evanston, dans l'Illinois, aux États-Unis.
Elle travaille tout d'abord comme banquier d'investissement au sein de BNP Paribas dans leurs bureaux londoniens. Puis elle devient Senior Investment Officer de la Banque africaine de développement (Bad), principalement dans le domaine du financement des infrastructures, et exerce cette fonction pendant quatre ans. Elle est basée à Tunis. Elle franchit une étape dans sa carrière en devenant entre 2012 et 2015 conseillère du ministre nigérian de l'Agriculture, Akinwumi Adesina. Ce poste lui ouvre les portes de Kuramo Capital Management, une société de capital-investissement basée à New York où elle entre directement comme vice-présidente,. Elle fonde également Nuli Jus, une chaîne de restaurant au Nigeria. En 2017, elle est nommée au conseil d'administration de One Acre Fund, une organisation non gouvernementale financière et éducative basée au Kenya qui aide les petits exploitants agricoles au Burundi, Kenya, Malawi, Rwanda, Tanzanie et Ouganda.
Son parcours, entre sociétés financières, ONG, ministère, création d'entreprise lui vaut en décembre 2014, d'être nommée parmi les « Vingt jeunes femmes de pouvoir en Afrique 2014 », par le magazine Forbes, et, en 2016, parmi les 100 futurs leaders économiques d'Afrique selon le classement de l'Institut Choiseul,.